# Topje van m'n zus
Topje van m'n zus is een single van de Nederlandse meidengroep Kus uit 2005. Het stond in hetzelfde jaar als vierde track op het album Allereerste kus.

## Achtergrond
Topje van m'n zus is geschreven door Alain Vande Putte en Miguel Wiels en geproduceerd door Fluitsma & Van Tijn. Het is een lied uit het genre teen pop waarin de zangeressen zingen over hoe ze een jongen verliefd gaan maken op hen. Het lied was de derde single van het debuutalbum, na Lekker ding en Natuurtalent. 

## Hitnoteringen
De meidengroep had redelijk succes met het lied in Nederland. In de Single Top 100 kwam het tot de vierde plaats en was het zestien weken te vinden. De piekpositie in de Top 40 was de negentiende plek. Het stond zeven weken in deze lijst.